# Mini-shinkansen

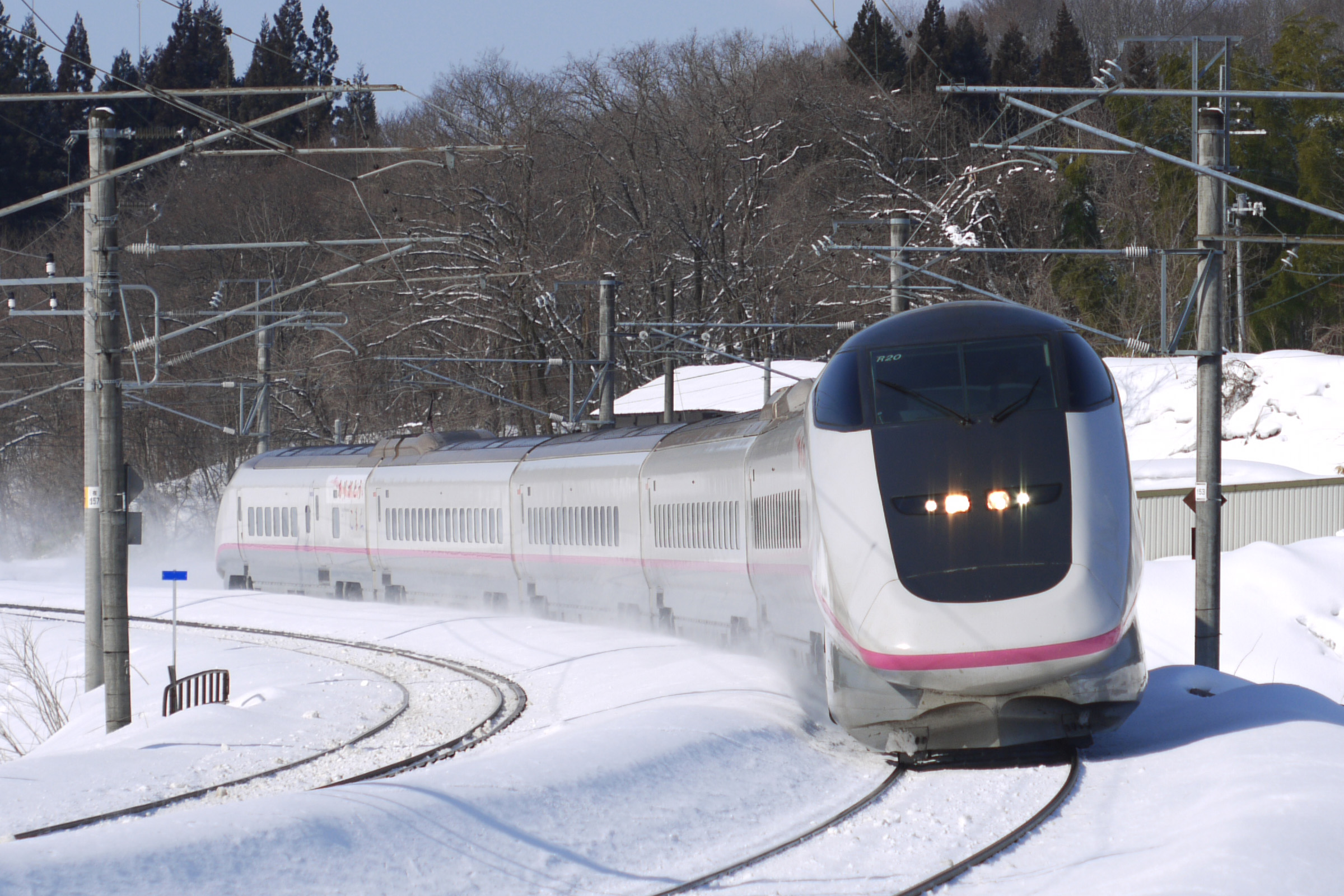
Un mini-shinkansen E3 sur la ligne shinkansen Akita en mars 2014

Mini-shinkansen (ミニ新幹線) est le nom donné aux lignes japonaises dont l'écartement a été modifié : l'écartement japonais de 1067 mm ne permettant pas de faire rouler les trains modernes, l'écartement standard de 1435 mm a donc été utilisé pour permettre à des trains de type shinkansen d'y circuler. À la différence des lignes à grande vitesse japonaises, les trains ne sont autorisés à circuler qu'à une vitesse maximale de 130 km/h. Il existe deux lignes "mini-shinkansen" en service : la ligne shinkansen Akita et la ligne shinkansen Yamagata. Le gabarit des trains en service sur ces lignes a aussi dû être adapté. 

## Concept
L'idée d'un mini-shinkansen a d'abord été envisagée dans les années 1970-80 mais n'a jamais été réellement évoquée avant novembre 1987. Pour cela, il fallait convertir les lignes classiques d'écartement 1067 mm à l'écartement standard 1435 mm, puis les relier aux lignes shinkansen pour permettre des trajets sans rupture de charge. Néanmoins, le gabarit des lignes n'a pas été modifié, ce qui a requis de faire circuler de nouveaux trains avec un gabarit adapté aux lignes classiques. Ces nouveaux trains sont aussi des trains aptes à rouler jusqu'à 320 km/h (pour les séries E6) sur les lignes à grande vitesse mais seulement à une vitesse commerciale maximale de 130 km/h sur les lignes mini-shinkansen, où les vitesses ont été augmentées dans la mesure du possible.

## Akita Shinkansen

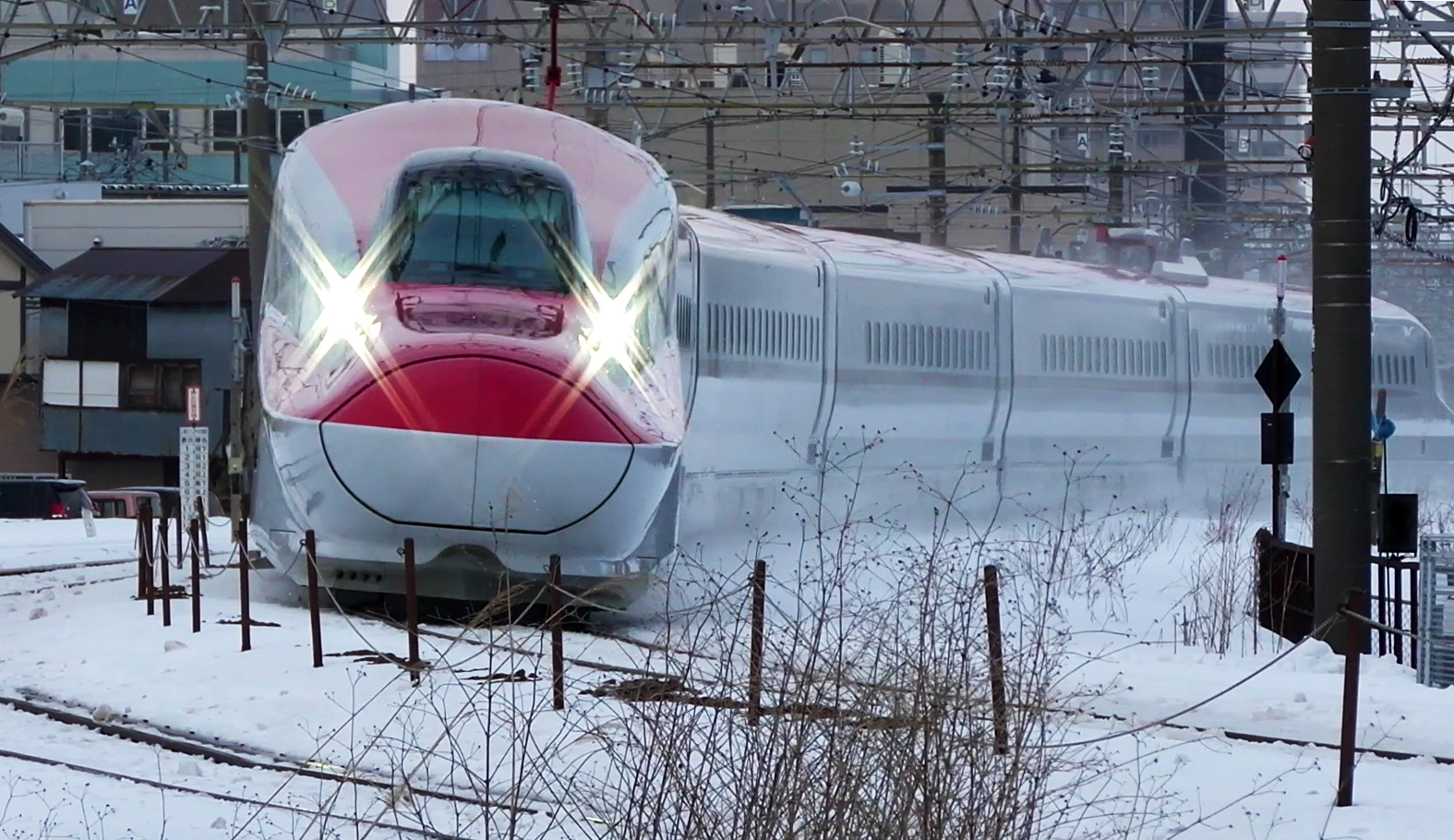
Un shinkansen série E6 sur la ligne shinkansen Akita en février 2014.

Après les succès de la conversion de la ligne de Yamagata, il a été proposé de construire une seconde ligne "mini-shinkansen" entre Morioka, ancien terminus de la ligne Tōhoku, et Akita. Cela a impliqué la conversion de 75 km de voie de la ligne Tazawako entre Morioka et Ōmagari ainsi que 51 km de la ligne principale Ōu, d'Ōmagari à Akita. Cette ligne a été ouverte en 1997, le trajet étant opéré par le service "Komachi", d'abord des nouveaux shinkansen E3 jusqu'en 2014, puis des shinkansen E6, ces derniers  ont permis d'atteindre 300, puis 320 km/h comme vitesse maximale sur la ligne shinkansen Tōhoku après que la vitesse commerciale maximale a été augmentée, en mars 2014.

## Yamagata Shinkansen

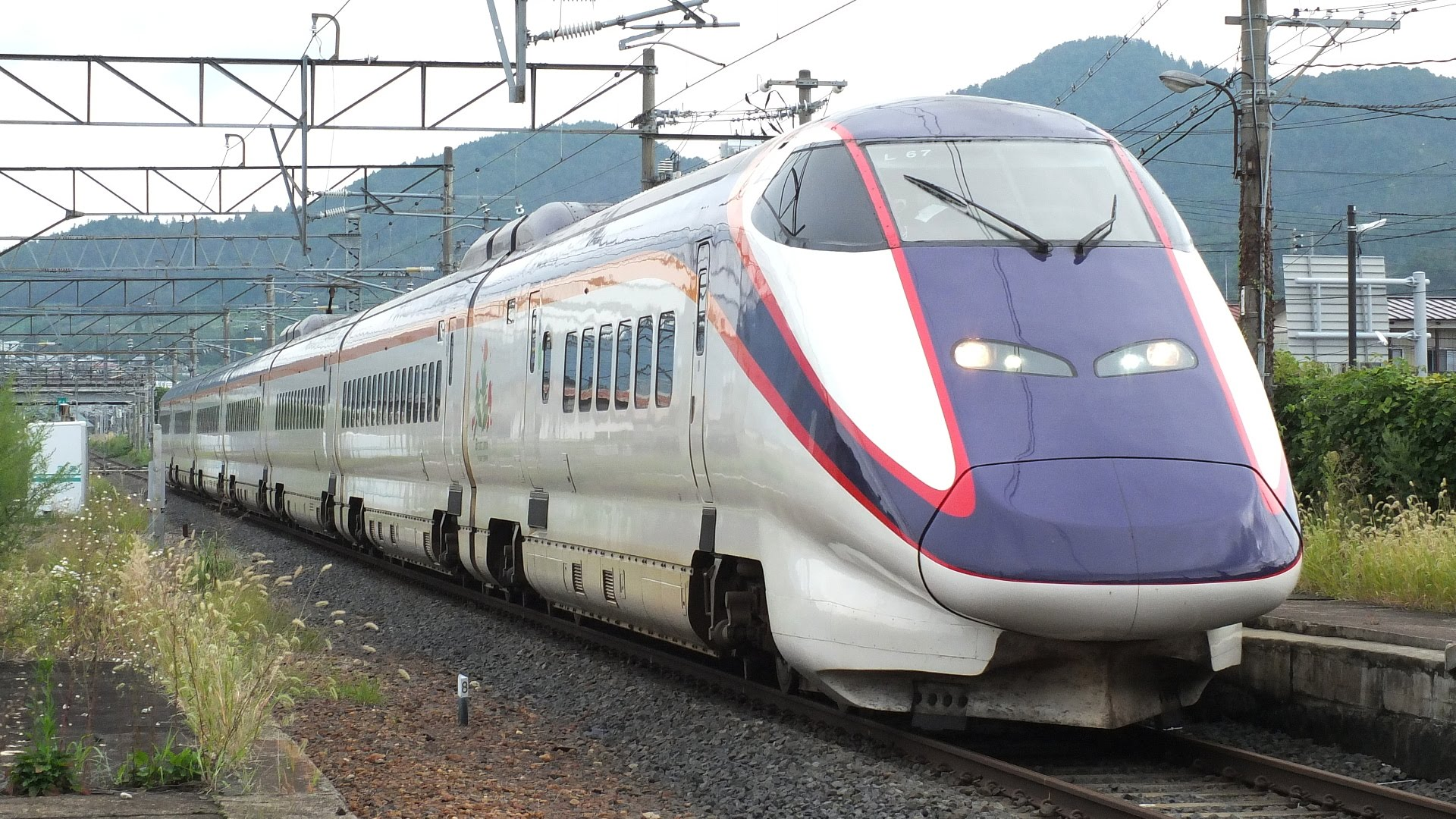
Un shinkansen série E3-2000 sur la ligne shinkansen Yamagata en septembre 2015

La première ligne mini-shinkansen à avoir été construite est la ligne shinkansen Yamagata, qui est une conversion des 87 km de voie de la ligne principale Ōu à l'écartement standard entre Fukushima, sur la ligne Tōhoku, et Yamagata. Les travaux ont commencé en 1988, pour une mise en service de la ligne en 1992. Ce service a d'abord été opéré par des nouveaux trains shinkansen série 400, pouvant circuler jusqu'à 240 km/h sur la ligne Tōhoku et jusqu'à 130 km/h sur la ligne Yamagata. Le succès de cette ligne donna lieu à un prolongement de 61 km de rails convertis vers le nord jusqu'à Shinjō, mis en service en 1999.

## Matériel roulant

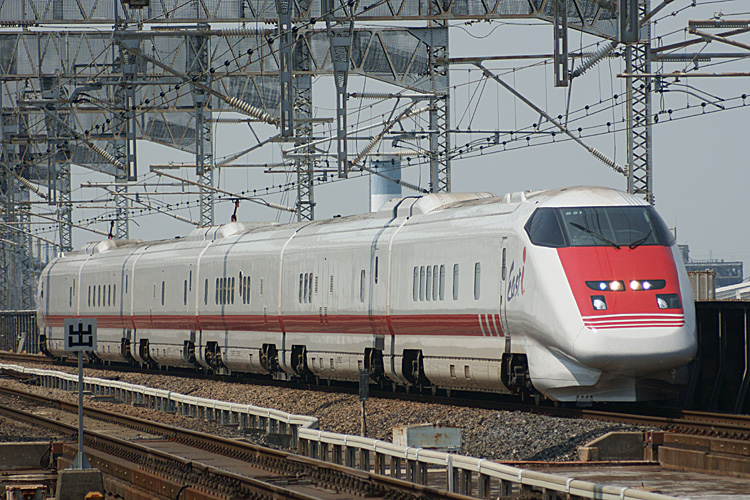
Le train E926 East i à la gare d'Omiya en mai 2001

Le matériel roulant ci-dessous a été conçu pour être utilisé sur les lignes mini-shinkansen:
- Shinkansen série 400, en service de 1992 à 2010 sur la ligne Shinkansen Yamagata,
- Shinkansen série E3, en service de 1997 à 2014 sur la ligne Shinkansen Akita et depuis 1999 sur la ligne Shinkansen Yamagata,
- East i E926, train d'analyse et de surveillance du réseau (depuis 2001),
- Fastech 360Z série E955, prototype (2006-2008),
- Shinkansen série E6, mis en service sur la ligne Shinkansen Akita en mars 2013,
- Shinkansen série E8, mis en service sur la ligne Shinkansen Yamagata en mars 2024.